# Platyrrhinus albericoi
Platyrrhinus albericoi är en fladdermusart i familjen bladnäsor som förekommer i Sydamerika. Artepitet i det vetenskapliga namnet hedrar Michael Alberico, en zoolog från Colombia.
Arten liknar Platyrrhinus vittatus och de förväxlas lätt. Platyrrhinus albericoi var vid upptäckten den största arten i släktet med en underarmlängd av 62 till 63 mm. Två uppmäta individer hade en absolut längd (inklusive svans) av 100 mm och en vikt av 55 respektive 68 g. Pälsen är på ryggen mörkbrun och på buken ljusare brun. Liksom hos andra arter av samma släkte förekommer två ljusa vertikala strimmor i ansiktet samt en ljus längsgående strimma på ryggens mitt. I motsats till Platyrrhinus vittatus är strimman på ryggen smal. Den del av flygmembranen som ligger mellan bakbenen är vid kanten täckt av päls.
Denna fladdermus lever vid Andernas östra sluttningar från Ecuador över Peru till Bolivia. Kanske når den även södra Colombia. Arten lever i regioner mellan 1480 och 2500 meter över havet. Habitatet utgörs av fuktiga bergsskogar.
Individerna äter främst frukter men annars är inte mycket känt om levnadssättet. Arten förekommer i några nationalparker och den listas av IUCN som livskraftig (LC).